# Jan Kłossowski
Jan Kłossowski herbu Rola – kanonik katedralny przemyski, sekretarz Jego Królewskiej Mości i pieczęci mniejszej koronnej w 1747 roku, sekretarz królewski w latach 1746–1754, proboszcz malborski w 1737 roku, proboszcz solecki w 1746 roku.